# Liste de points extrêmes de l'Albanie
Voici une liste de points extrêmes de l'Albanie.

## Latitude et longitude
| \| District de Malësi e Madhe District de Sarandë District de Vlorë Sazan District de Devoll Mont Korab \| Localisation des points extrêmes de l'Albanie |
| District de Malësi e Madhe District de Sarandë District de Vlorë Sazan District de Devoll Mont Korab                                                     |

- Nord : district de Malësi e Madhe (42° 39′ 55″ N, 19° 43′ 57″ E)
- Sud : district de Sarandë (39° 38′ 54″ N, 20° 12′ 52″ E)
- Ouest : 
  - Sur le continent : district de Vlorë (40° 25′ 33″ N, 19° 18′ 30″ E)
  - Totalité du territoire : île de Sazan, district de Vlorë (40° 30′ 35″ N, 19° 16′ 32″ E)
- Est : district de Devoll (40° 37′ 52″ N, 21° 04′ 06″ E)

## Altitude
- Maximale : pic Korab, mont Korab, 2 764 m
- Minimale : Mer Adriatique, 0 m